# Matagorda

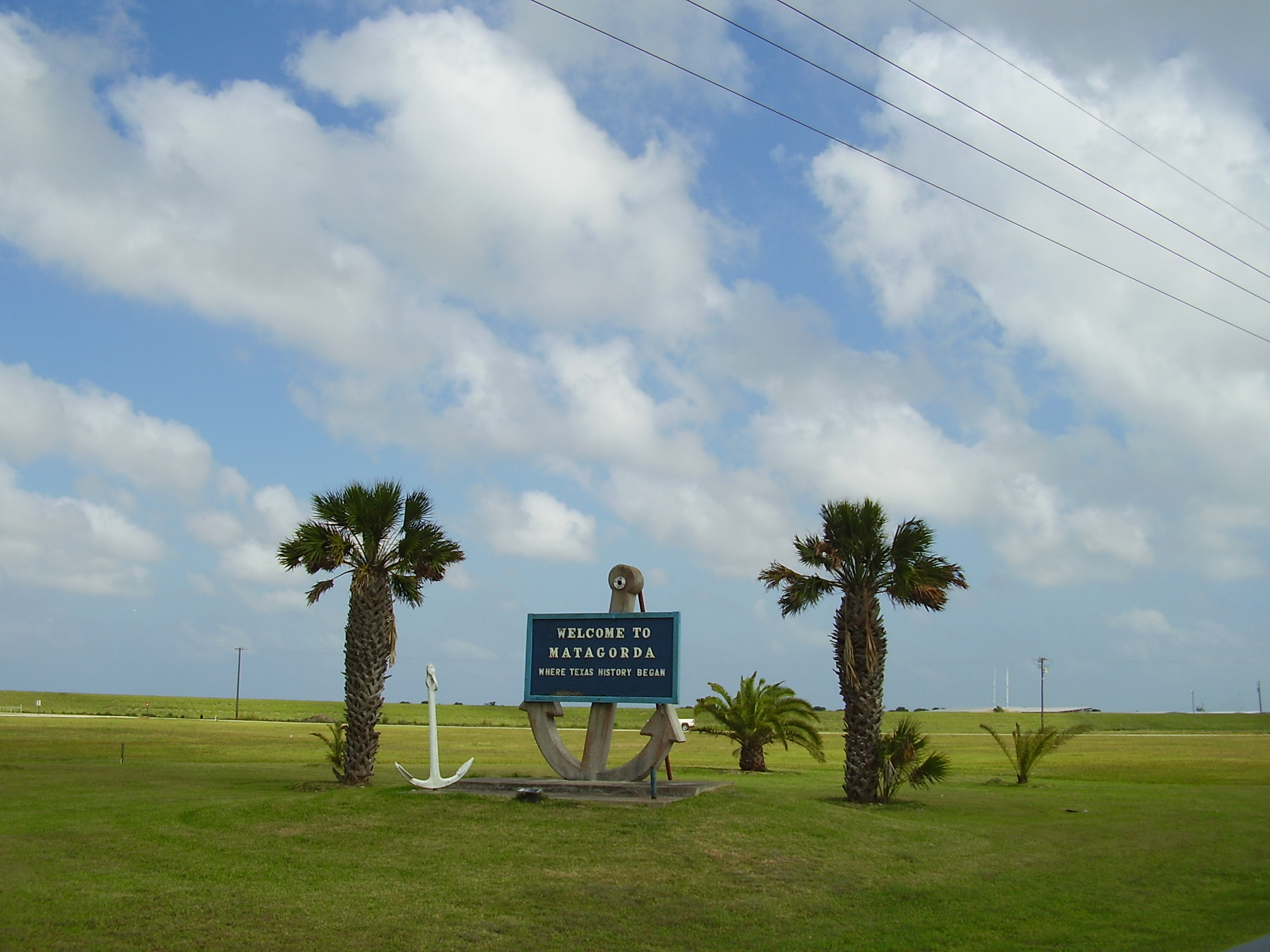
Placa de boas-vindas à Matagorda

Matagorda é uma comunidade não-incorporada no condado de Matagorda, Texas, Estados Unidos. A comunidade tem aproximadamente 710 habitantes, segundo o censo de 2000. Matagorda é o ponto do fim da auto-estrada estadual 60. A área é popular quanto a pesca, além de suas praias. Matagorda tem apenas um instituto de educação, além de uma biblioteca incorporada à Bay City Public Library.